# Bercel
Bercel is een plaats (község) en gemeente in het Hongaarse comitaat Nógrád. Bercel telt 2011 inwoners.